# The Stars of Faith
The Stars of Faith waren eine Gospel-Vokalgruppe aus Philadelphia, die 1958 aus ehemaligen Mitgliedern der Clara Ward Singers entstand.
1958 verließen Marion Williams (1927–1994), Kitty Parham (1926–2003), Frances Steadman (1915–2009) und Esther Ford (* 1930) die Clara Ward Singers um eine eigene Gruppe zu gründen, wobei vor allem finanzielle Gründe eine Rolle spielten (sie wurden bei den Ward Singers schlecht bezahlt). Zur Anfangsformation gehörte auch Henrietta Waddy, die ebenfalls bei Clara Ward gesungen hatte. 1960 ersetzte Mattie Harper Esther Ford, und 1965 verließ Marion Williams die Gruppe, um eine Solokarriere zu verfolgen. Frances Steadman übernahm daraufhin die Leitung, deren Tochter Sadie Keys 1968 ebenfalls zur Gruppe stieß, ebenso wie 1967 Dorothy Blackwell und 1968 der Sänger Willie De John. In den folgenden Jahrzehnten gab es mehrfach Umbesetzungen.
Als Begleiter gehörte unter anderem Alfred Bolden (Orgel) zur Gruppe (schon 1962) und der Pianist Johnny Thompson (ab 1966).
1958 entstand ihre erste Aufnahme bei Savoy Records. 1962 gingen sie mit dem Musical Black Nativity von Langston Hughes auf Welttournee. 1969 tourten sie in Europa wie auch in den 1970er Jahren und danach.
1963 erhielten sie einen Rising Star Award in den Down Beat Kritiker Polls.